# Orosz–ukrán háború
Az orosz–ukrán háború egy 2014-óta tartó politikai és katonai válság Ukrajna és Oroszország között. 2014 februárjában Ukrajnában az euromajdan tüntetéssorozat a méltóság forradalmának eseménysorozatában teljesedett ki, amelynek során az EU-párti tüntetők megdöntötték az oroszbarát Viktor Janukovics elnök uralmát. A hatalomváltásra válaszul Oroszország harcok nélkül megszállta a Krím-félszigetet, majd annektálta a területet. Eközben Ukrajna keleti, jelentős orosz lakossággal rendelkező területén oroszpárti tüntetések törtek ki, amelyek fegyveres felkelésbe torkolltak. A kirobbanó kelet-ukrajnai háborúban Oroszország nemhivatalos támogatásával az orosz szeparatista milíciák erői harcoltak az ukrán hadsereg ellen, és a Donbasz régió egy részén két de facto „független” államot hoztak létre, a Donyecki és a Luganszki Népköztársaságot. A minszki egyezmények aláírása után a háború 7 évre alacsony intenzitású, fagyott konfliktussá vált. 2022. február 24-én Vlagyimir Putyin orosz elnök teljes körű inváziót indított Ukrajna ellen, kirobbantva a nyílt orosz–ukrán háborút.

## Előzmények

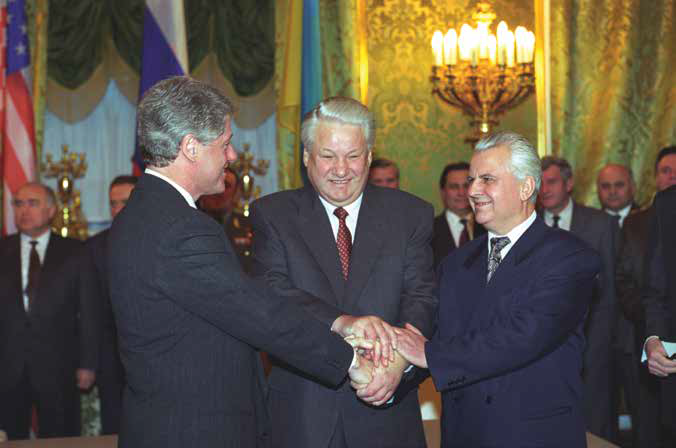
Bill Clinton amerikai, Borisz Jelcin orosz és Leonyid Kravcsuk ukrán elnök aláírják a budapesti memorandumot

1991-ben felbomlott a Szovjetunió, Ukrajna független országgá vált, első elnöke Leonyid Kravcsuk lett (1991–1994). Az új állam továbbra is szoros kapcsolatokat ápolt egykori anyaországával, Oroszországgal. 1994-ben aláírta a budapesti memorandumot, amelyben az USA, az Egyesült Királyság és Oroszország közösen garantálta Ukrajna területi sérthetetlenségét, ezért cserébe az ország lemondott a szovjet időszakból rámaradt atomfegyvereiről.

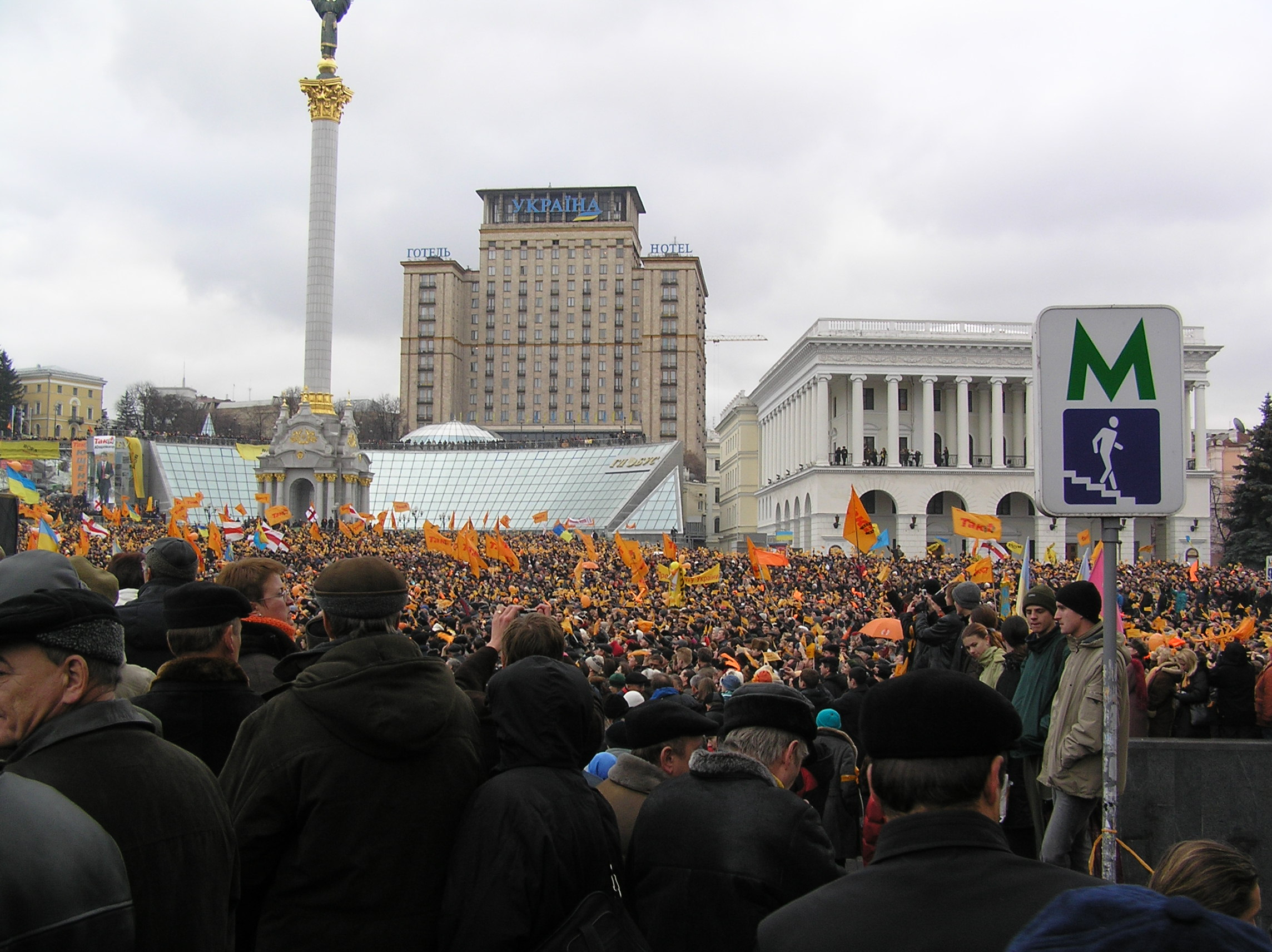
Narancsos forradalom

Kravcsukot a szintén oroszbarát Leonyid Kucsma követte az elnöki székben (1994–2005). A 2005-ös választások komoly konfliktushoz vezettek, a nyugatbarát ellenzéki jelölt, Viktor Juscsenko ellen mérgezéses merényletet kíséreltek meg, majd a több megfigyelő szerint csalásokkal terhelt szavazáson az orosz vonalat képviselő Viktor Janukovicsot nevezték meg győztesnek. Két hónapig tartó tüntetéssorozat kezdődött az eredmény ellen, a narancsos forradalomnak is nevezett mozgalom sikerrel járt, és a legfelsőbb bíróság új választásokat írt ki, amelyen már Juscsenko győzött. Putyin és az orosz vezetés már ekkor a nyugati országokat vádolta az orosz érdekszférába való beavatkozással. Viktor Juscsenko elnöksége alatt Ukrajna Grúziával együtt az ország felvételét kérte a NATO-ba, azonban a kezdeményezés a nyugat-európai tagállamok ellenkezésén megbukott.
A 2010-es elnökválasztáson Viktor Janukovics győzött, így visszatért az Oroszországgal szövetséges politika. A Szovjetunió felbomlása után egy külön megállapodás értelmében az orosz flotta továbbra is használhatta a Krím-félsziget Ukrajnához került kikötőit és akár 25 000 katonát is állomásoztathatott a területen. A szerződés eredetileg 2017-ben járt volna le, de Janukovics elnöksége alatt ezt 2042-ig meghosszabbították.

## Euromajdan

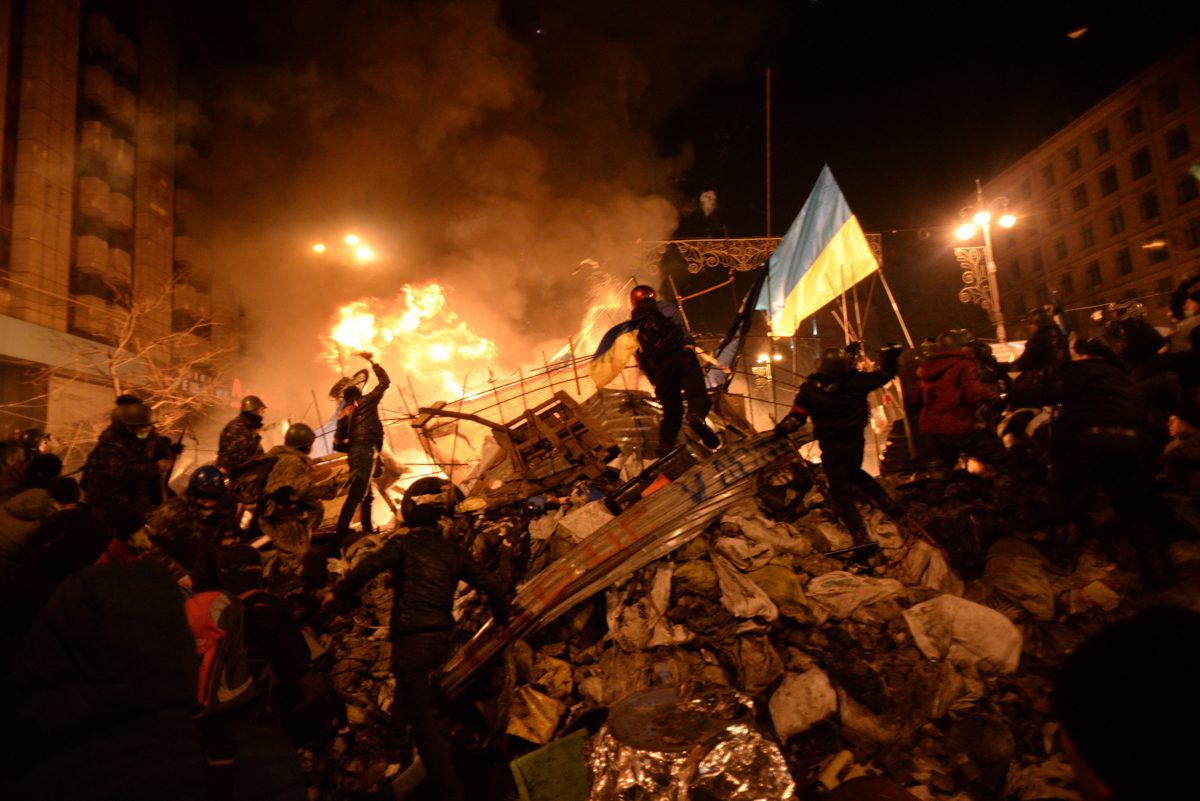
A méltóságteljes forradalom

2013-ban az ukrán parlament nagy többséggel megszavazta a nyugati integráció fontos lépésének tekintett társulási megállapodást az Európai Unió és Ukrajna között, Oroszország azonban válaszul szankciókkal fenyegette meg az országot. Az ukrán elnök, Viktor Janukovics a parlamenttel szembemenve bejelentette, hogy nem írja alá a megállapodást, és helyette Oroszországgal és az Eurázsiai Gazdasági Unió országaival szeretne szorosabb kapcsolatokat kialakítani. A lépést hamar nagyméretű EU-párti tüntetéshullám követte, amely az euromajdan nevet kapta. Az eseménysorozat erőszakos fordulatot vett, összesen 108 tüntető és 13 rendfenntartó vesztette életét. Viktor Janukovics Oroszországba menekült és az ukrán parlament megfosztotta elnöki címétől. Az ország irányítását egy ideiglenes kormány vette át, a 2014 júniusi megválasztásától kezdve pedig Petro Porosenko lett az elnök.

## A Krím megszállása

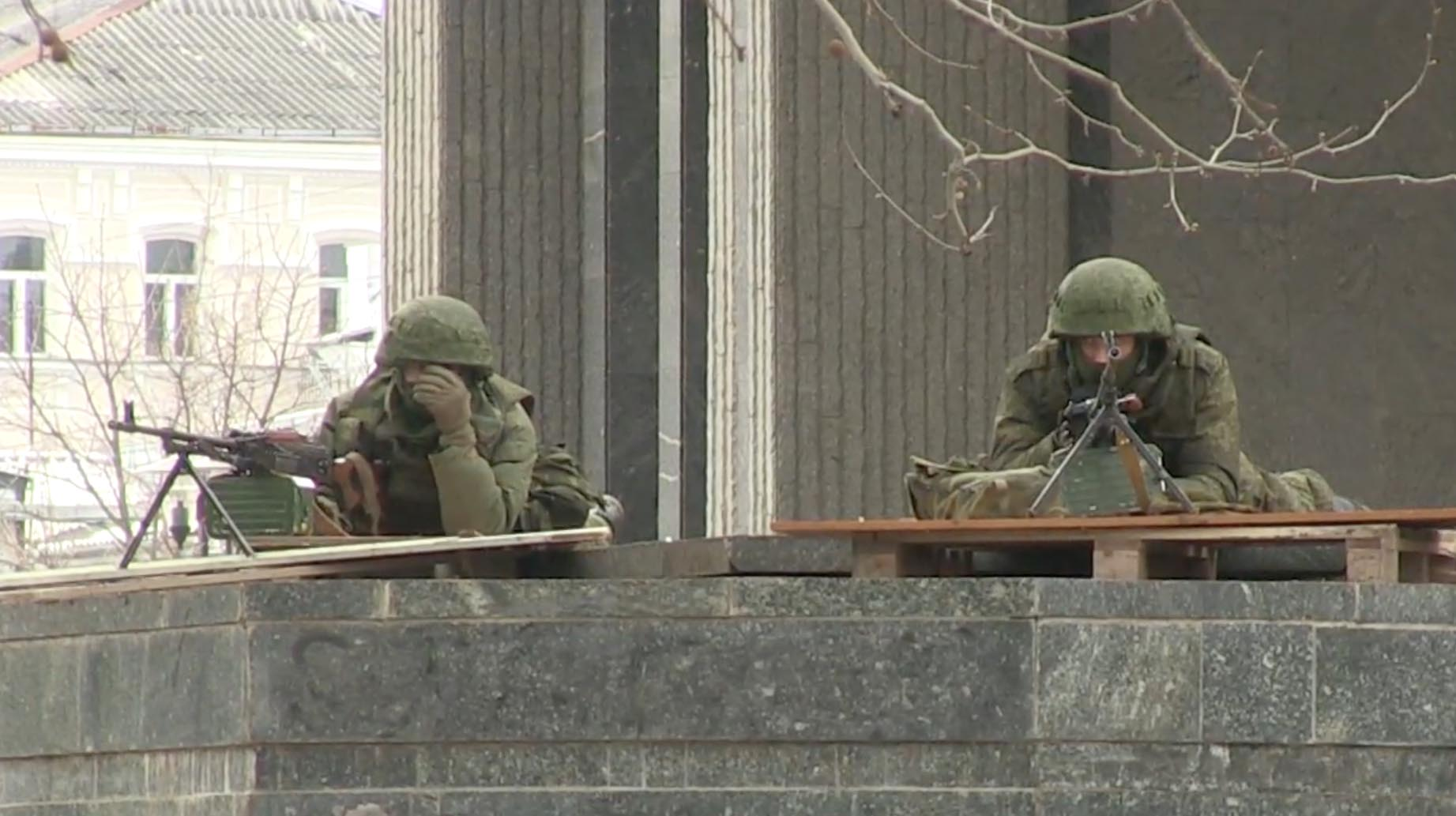
Felségjelzés nélküli, maszkos orosz katonák a krími hatalomátvétel idején

Közvetlenül Janukovics 2014-es bukása után a káoszt és a kialakult hatalmi vákuumot kihasználva Oroszország megkezdte a Krím megszállását. Helyi haditengerészeti bázisaiknak köszönhetően az orosz katonáknak nem kellett átlépniük a határt, a felségjelzés nélküli csapatok komolyabb ellenállás nélkül elfoglalták a kormányzati épületeket és ellenőrző pontokat állítottak fel a félsziget stratégiai jelentőségű pontjain. Az orosz kormány hivatalos álláspontja szerint nem az orosz hadsereg, hanem csak „helyi önvédelmi erők” vették át az irányítást a területen. Az Ukrajnához hű regionális hatóságok helyett a megszálló erők Szergej Akszjonovot nevezték ki az autonóm köztársaság miniszterelnökének, majd népszavazást tartottak, amelyen az Oroszországhoz való csatlakozás győzött. 2014 március 18-án Vlagyimir Putyin aláírta a terület Oroszországhoz csatolását. A népszavazást és az annexiót az ENSZ tagállamok többsége, így Magyarország sem ismerte el. Az orosz külügyminiszter, Szergej Lavrov atomcsapással fenyegette meg Ukrajnát, abban az esetben ha megkísérelné a Krím visszafoglalását.

## Kelet-ukrajnai háború

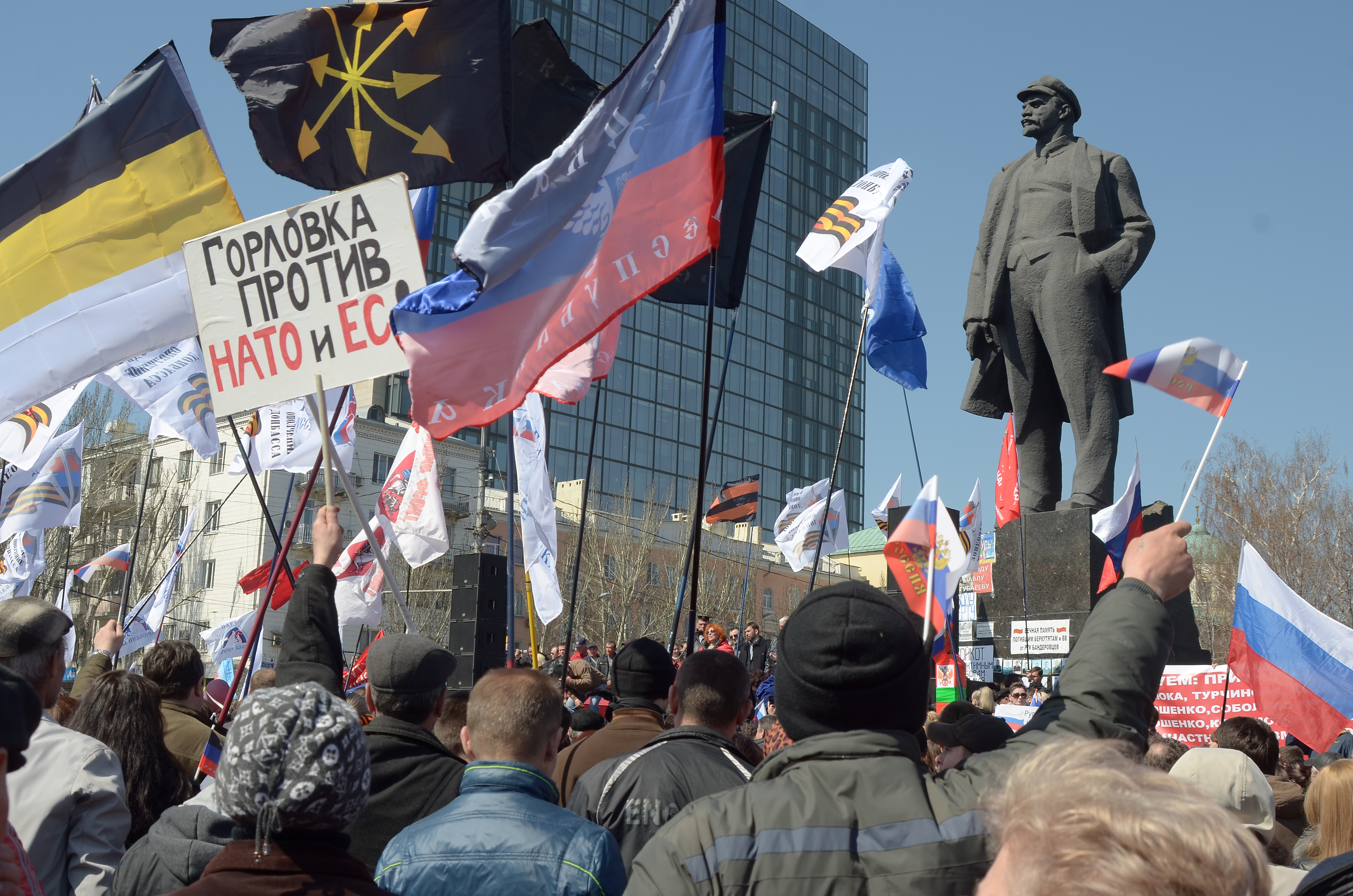
Oroszpárti tüntetés Doneckben

Ukrajna keleti és déli területein nagyszámú orosz nemzetiségű lakosság él és az ukránok jelentős része is orosz anyanyelvű. Ezekben a megyékben az euromajdan nyugatpárti fordulata komoly ellenállást váltott ki és az aggodalmakat tovább tetézte az is, hogy az új átmeneti kormány elfogadott egy javaslatot, amelynek értelmében megszüntették volna az orosz nyelv hivatalos státuszát az országban. A törvény nem lépett végül életbe, de így is sokan veszélyben érezték az orosz kisebbségi identitás fennmaradását. Nagy oroszpárti tüntetéshullám kezdődött az Odesszai, a Harkivi, a Donecki és a Luhanszki terület városaiban, amely az utóbbi két megyében nyílt szeparatista törekvésekhez vezetett. A szakadárok kikiáltották az önjelölt Luganszki és Donyecki Népköztársaságot, majd Oroszországból érkező „önkéntesek”, például az egykori GRU-tag Igor Girkin segítségével és szervezésével fegyveres felkelést robbantottak ki a Donyec-medencében.

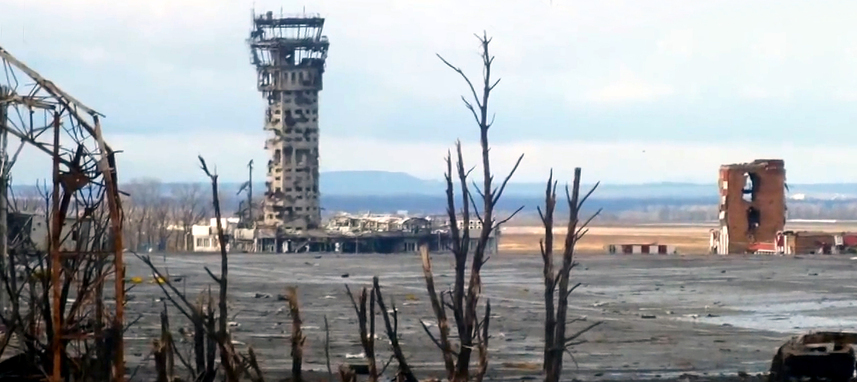
A donecki repülőtér romjai

A szakadárok nagy területeket vontak ellenőrzésük alá, erre válaszul az ukrán hadsereg elindította az úgynevezett „antiterrorista hadműveletet”. A rosszul szervezett és gyengén felszerelt ukrán erők eleinte nehezen tudták csak felvenni a versenyt a szeparatistákkal, de 2014 júliusára egy relatíve sikeres hadművelet során számos helyen visszaszerezték a határmenti területek felett az irányítást, bekerítéssel fenyegetve a szakadár erőket. Oroszország innentől kezdve nemhivatalosan egyre aktívabban beavatkozott a háborúba, a határ orosz oldaláról ágyúzták az ukrán csapatokat és „humanitárius konvojok” elnevezés alatt páncélosokat és fegyvereket szállítottak a lázadóknak. Egyre több „szabadságon lévő” és „önkéntes” hivatásos katona is felbukkant a szeparatisták soraiban felségjelzés nélkül, az USA becslése szerint 2015 elejére már mintegy 12 000 főre nőtt a résztvevő orosz katonák száma. A szembenálló felek a minszki egyezményekben (2014. szeptember 5. és 2015. február 12.) kísérelték meg a kelet-ukrajnai háború lezárását. A fegyverszünetet ugyan sosem sikerült hosszú ideig betartani, de a fő harcok véget értek és a frontvonalak sem változtak tovább.

## Befagyott konfliktus

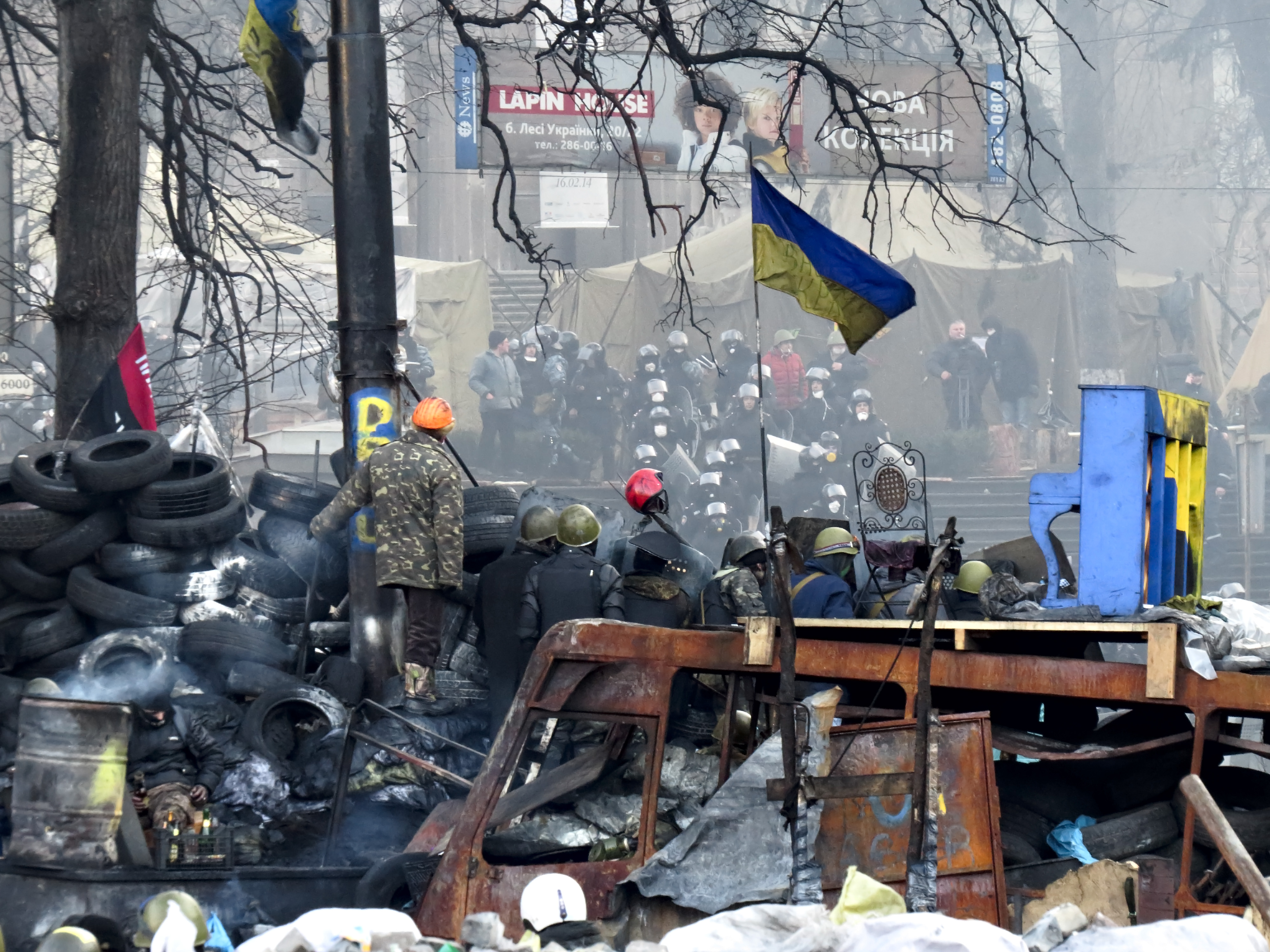
Euromajdan tüntetés Kijevben, 2014
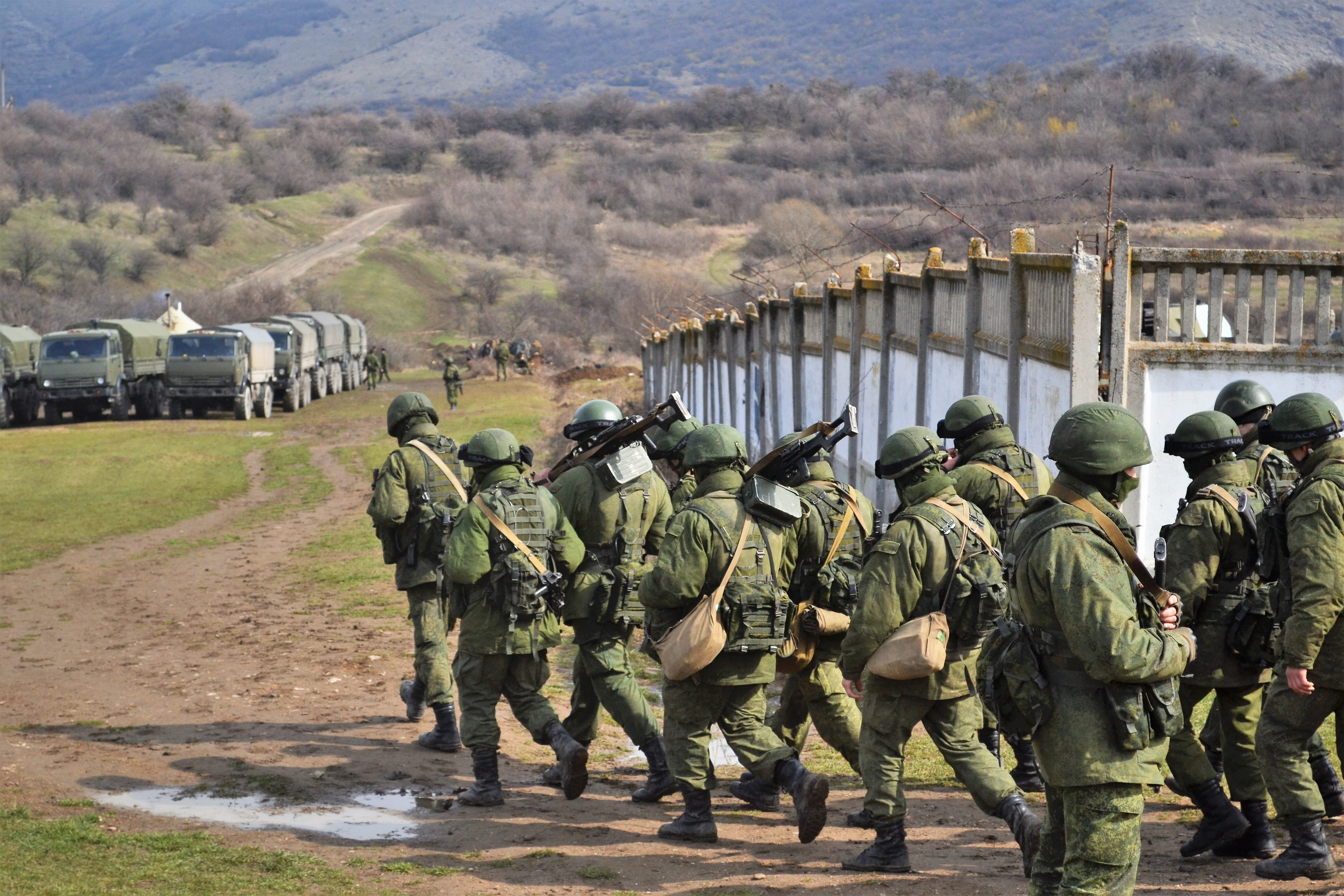
Orosz katonák a Krím megszállása során, 2014
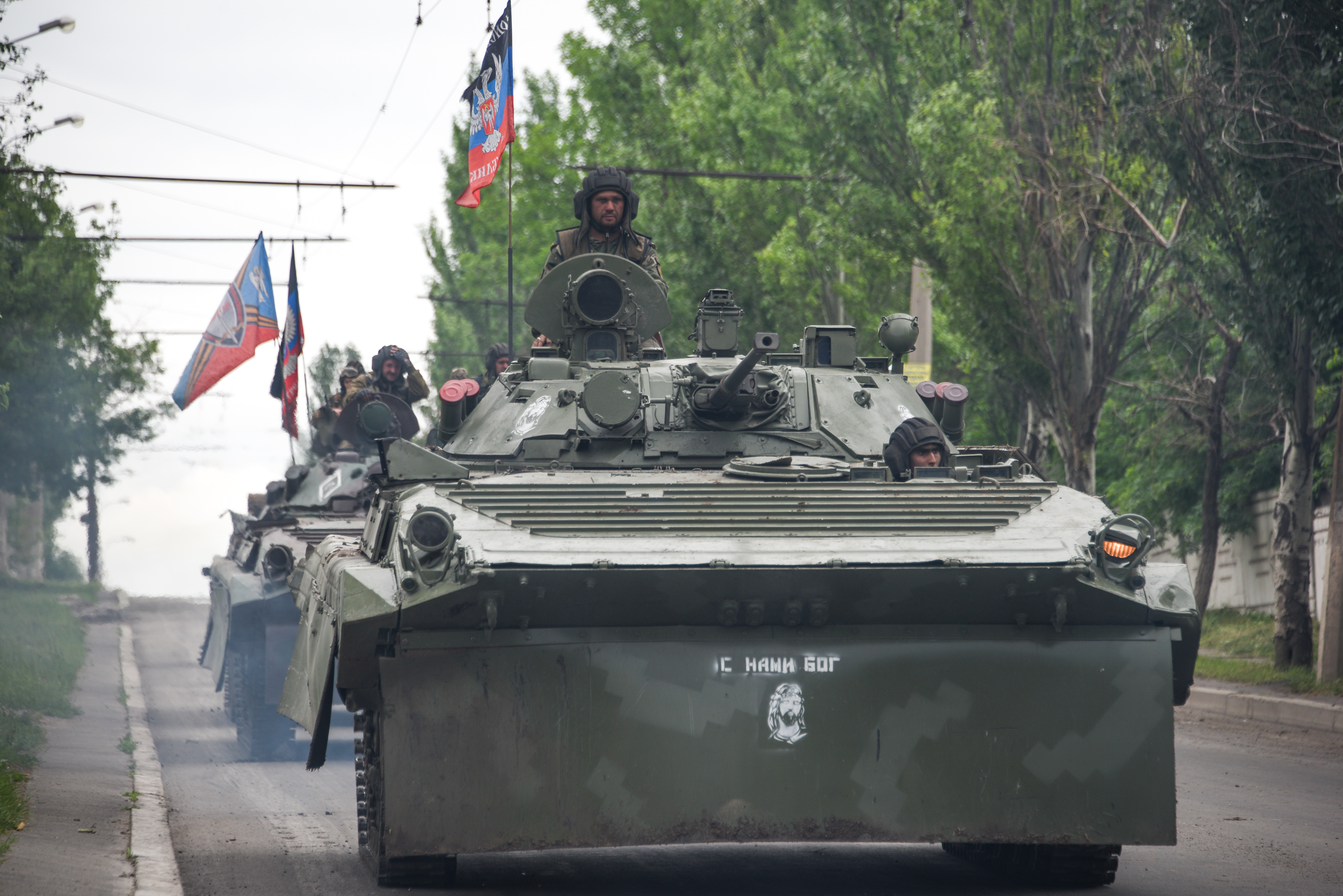
Orosz szeparatista konvoj a kelet-ukrajnai háborúban, 2015
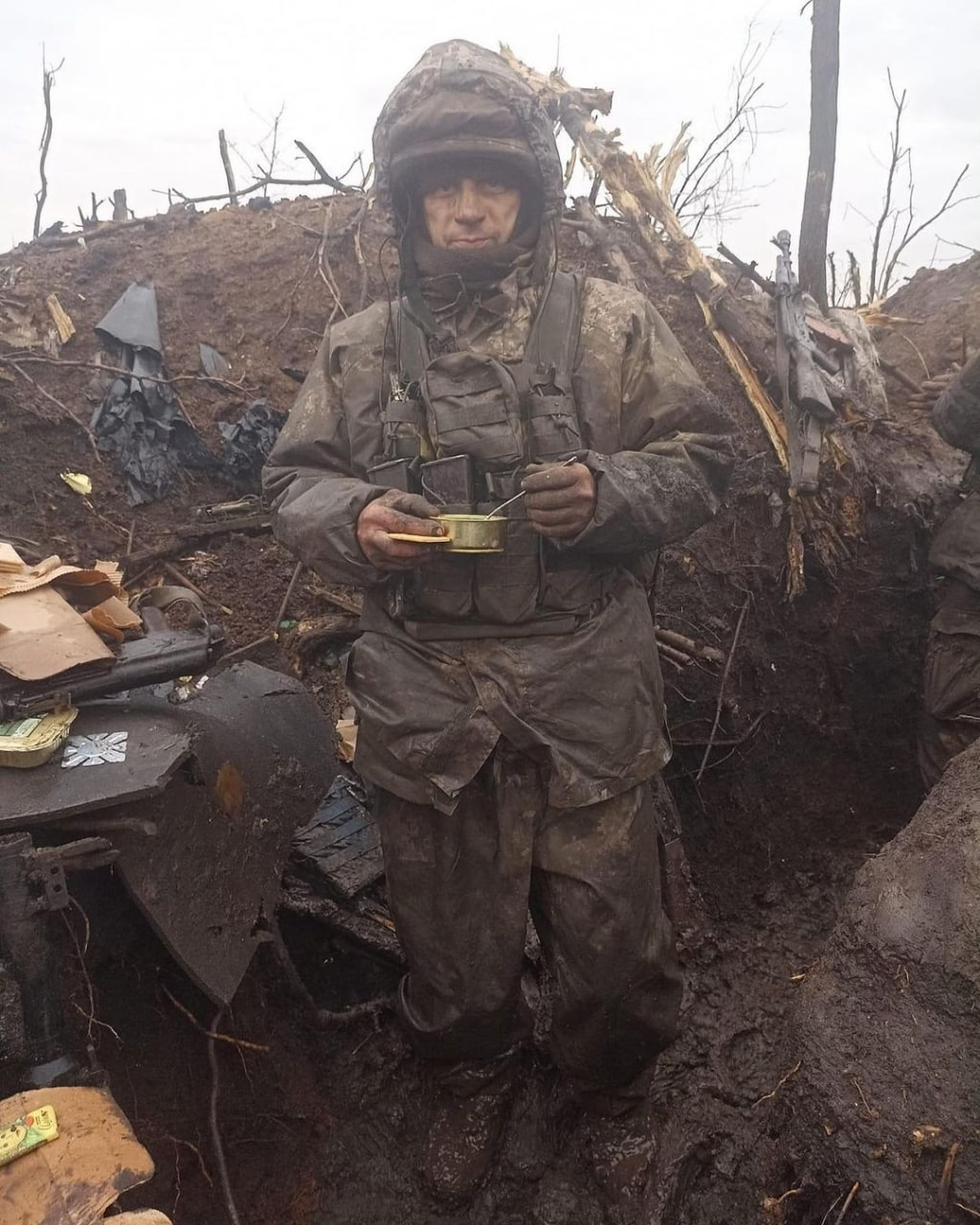
Ukrán katona a bahmuti csatában, 2022

## Növekvő feszültség

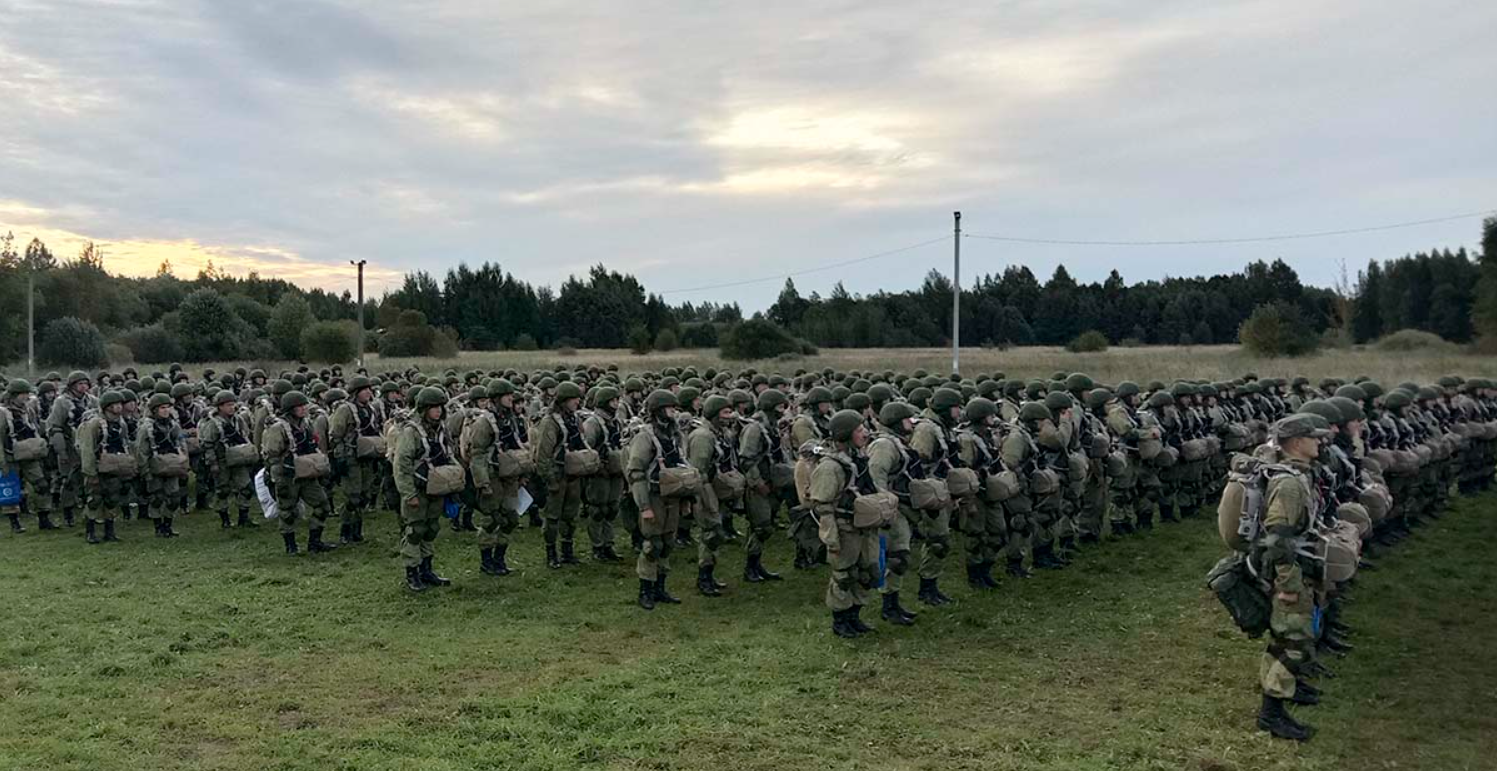
Orosz katonák a 2021-es Zapad (Nyugat) hadgyakorlaton az ukrán határ közelében

## Nyílt háború

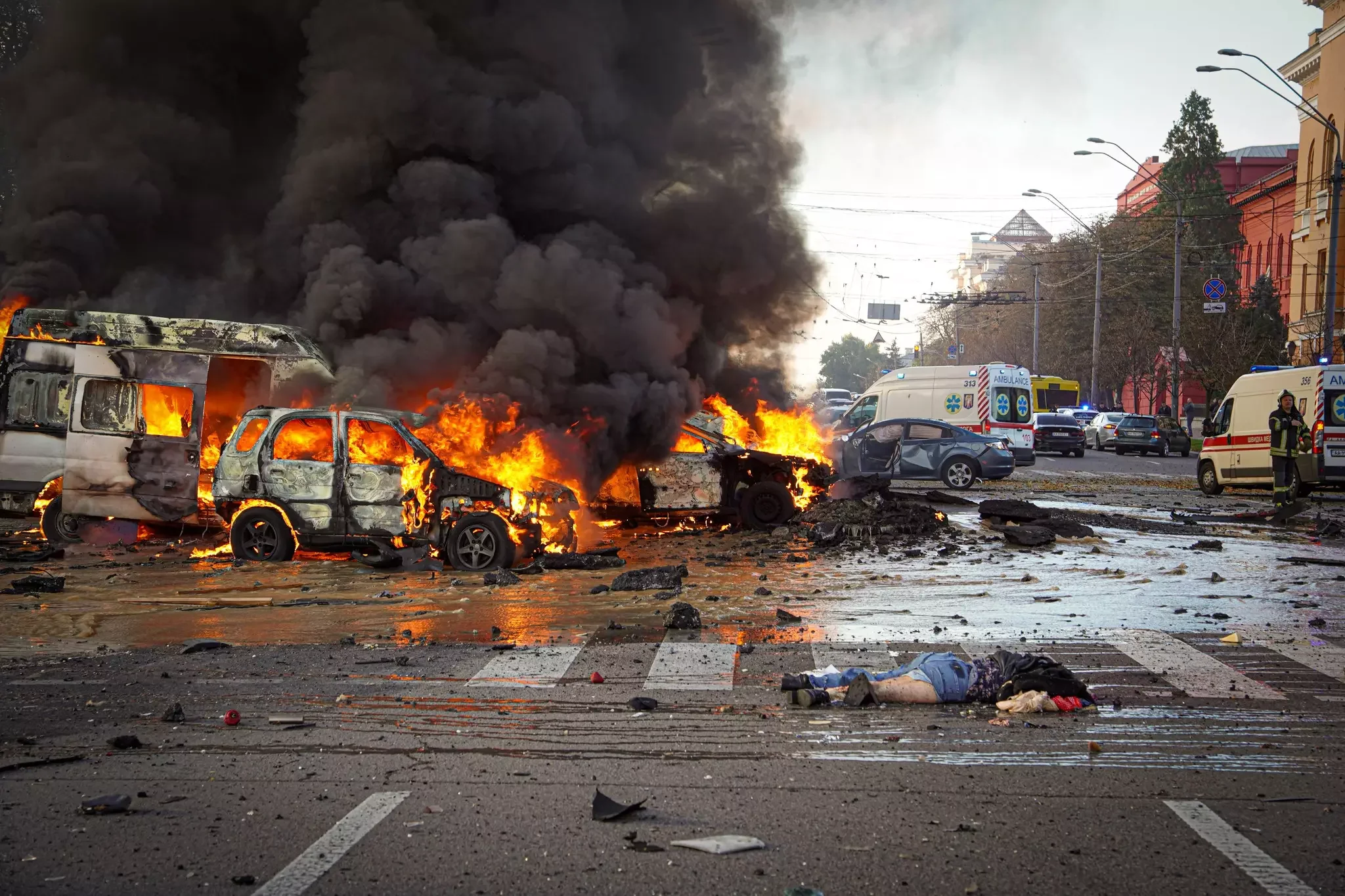
Kijevi civil holtteste egy orosz rakétacsapás után

2022. február 24-én Vlagyimir Putyin bejelentette, hogy különleges katonai hadműveletet indít Ukrajna ellen, ezzel kezdetét vette a nyílt háború a két ország között. Az orosz csapatok 2022-ben megpróbálták elfoglalni Kijevet, de nem jártak sikerrel. A háború első évében először az orosz csapatok törtek előre, nagy területeket megszállva Dél- és Kelet-Ukrajnában, majd az ukránok vezettek sikeres ellentámadásokat. Ezt követően 2023-tól kezdve állóháború alakult ki, amelyet a nagy veszteségek és a nagyon lassú orosz előrenyomulás határoztak meg. A harcok elől több mint 6 millió ukrajnai lakos menekült külföldre, elsősorban nők és gyermekek, míg mintegy 8 millióan az országon belül váltak otthontalanná.